# ファウンテン (ジャグリング)

4ボールファウンテン(アシンクロ)

ファウンテンは、ジャグリングの技の一つで、偶数個の道具を用いたトスジャグリングの最も基本的なパターンである。
4ボールファウンテンは、4ボールの技の中では比較的易しく、2イン1ハンドを右手、左手それぞれで行うことで成り立つ。

## 特徴
ファウンテンは、右手で投げる道具と左手で投げる道具が互いに混ざらず、左右がそれぞれ完全に独立するという性質をもつ。

## 種類
左右の手が同時に投げて左右対称の軌道を描く技をシンクロファウンテン、対してアニメーションのように左右の手を交互に動かす技をアシンクロファウンテン、もしくはエイシンクロファウンテンと呼ぶ。どちらか一方の手の道具を高めに投げてキャッチのタイミングをずらすことで、この2つのパターンを行き来することができる。